# アウトレイジ ビヨンド
『アウトレイジ ビヨンド』（英語: OUTRAGE BEYOND）は、2012年に公開された日本映画。2010年の映画『アウトレイジ』の続編であり、昔気質の武闘派ヤクザである大友を主人公とするヤクザ映画「アウトレイジシリーズ」の2作目。監督・脚本・主演を北野武（役者としてはビートたけし名義）が務め、三浦友和、加瀬亮、小日向文世ら前作キャストに加え、西田敏行、松重豊、高橋克典、桐谷健太、新井浩文などを起用している。北野が監督・脚本・製作総指揮を務める作品として16作目にあたる。オフィス北野製作。
第69回ヴェネツィア国際映画祭コンペティション部門正式出品。R15+指定。

## あらすじ
前作から5年。関東最大の暴力団・山王会は、二代目会長となった加藤と、若頭となった石原による新体制の下、実力主義を掲げ、今や政界に影響力を及ぼすほど、その勢力を拡大していた。これを危惧した警察は片岡を対暴の最前線に復帰させ、彼は新体制に不満を覚える山王会の古参幹部と、関西を拠点とする大暴力団・花菱会を利用する計画を立てる。山王会古参の富田と花菱会の若頭・西野が兄弟分であることから計画は成功するかに見えたが、実は既に山王会と花菱会は協力関係にあり、花菱会からの密告で富田は粛清される。
窮地に陥った片岡は、彼らに恨みを持ち、実は生きていた大友を利用することを思い立つ。そのために大友を仮出所させるも、彼はもはや抗争に身を置くつもりはなく、旧知の韓国系フィクサー・張会長の下で平穏な生活を送り始める。そこで片岡は大友を刺し、今はカタギとなっていた木村を利用し、大友と和解させた上で、本当の敵は山王会だと伝え、復讐心を焚き付ける。それでも渋る大友に対し、片岡は復讐を恐れる石原から大友が命を狙われる状況を作り出す。この結果、大友は襲撃されて重傷を負い、木村の部下である嶋と小野は無残に殺害される。ここに至って大友は、片岡の計画に乗ることを決める。
木村が花菱会の若頭補佐・中田と親交があった縁から、2人は花菱会会長・布施から盃を貰い、援助を受けようとする。花菱会の幹部会にやってきた大友らに、西野と中田は優位に立つたために喧嘩を売る。対する大友も一歩も引かず、場は怒号が飛び交う一触即発の状態となるが、木村が自分の指を噛みちぎって場を収める。大友と木村の覚悟を確認した花菱会は2人なら山王会を倒せると考え、非公式の支援を決める。助力を得た大友は、先代会長・関内の死の真相を知るために口止めとして出世を果たした山王会幹部・船木を拉致し、彼を脅迫して加藤の親殺しを自白させる。布施は加藤にこの証拠を突きつけ、石原が情報提供したとほのめかし、加藤は疑心暗鬼に陥る。このため危機に陥った石原は、今も木村は大友を恨んでいると考え、木村を抱き込んで大友を葬ろうとするが、逆に木村に部下達を殺害され、捕まる。ようやく石原と対面を果たした大友は、ピッチングマシンを使って石原を殺害し、復讐を果たす。さらに船木の証言が山王会の幹部達にも送られ、もはや親殺しが知れ渡った加藤は力を失い、最後は花菱会の立会いで山王会と木村組の手打ちが決まる。加藤は引退に追い込まれ、花菱会は山王会を事実上の支配下に入れる。一方、大友はもはや幹部として復帰するつもりはなく、すべての手柄を木村に譲り、さらに花菱会も木村に大友との関係を断つように命令したため、大友は張会長の下に戻り韓国へと渡る。その後、大友は、密かに帰国すると一人寂しくパチンコを打つ日々を送る加藤を暗殺する。
一方、警察では山王会の代わりに花菱会が台頭しただけだとして片岡の責任が追及され始めていた。片岡は花菱会と木村の不安定な関係を利用し、再度、大友を巻き込んで花菱会の力を削ごうとする。片岡は加藤殺しを口実に木村組の組員を逮捕して事務所を手薄にさせた上で、加藤の元部下たちをけしかけ、木村を殺害させる。さらに片岡は「大友が木村を殺害した」という噂を流しつつ、大友には「花菱会が木村を殺した」と吹き込む。そして最後に片岡は木村の葬儀に現れた大友に、参列者の花菱会幹部らを殺害させようと拳銃を渡す。しかし、すべてを見抜いていた大友は片岡を撃ち殺す。

## 主要人物

### 主人公
大友（おおとも）
演 - ビートたけし
主人公。元山王会系大友組組長。
武闘派として知られた昔気質のヤクザ。前作において、池元組との抗争に敗れて刑務所に逃げ込むも、先に服役し、対立していた木村に刺殺されたということになっていた。しかし、これは大友を守るために片岡が山王会に伝えた嘘であり、実は一命を取り留めていた。木村の事情も慮って誰に刺されたかも明かさず、これまでの人生を省みて模範囚として大人しく服役生活を続ける。本作では山王会の弱体化を狙う片岡によって10年の刑期を5年に縮める早期の仮出所を受けるも、もはや復讐心も鉄火場に戻る意思もなく、旧知の張会長の世話を受けて堅気になろうとする。しかし、片岡の策謀によって復讐されることを恐れた石原に命を狙われ、自身は重傷を負った上に、嶋・小野が無残に殺されたことから、加藤・石原への復讐を決意し、木村と行動を共にする。
花菱会の助力を得て木村と共に自身を裏切った石原を無残に殺害するなど、山王会に報復を行なう。加藤の側近や山王会組員たちを次々と殺害し、山王会の大幅な勢力削除に一区切りついた後は、木村からこれだけの成果を挙げた見返りとして互いに組を持たせてもらえる話(大友組の復活)を聞かされるも「木村組の若い衆で良いよ」と乗り気ではなく、抗争の手柄も全て木村に譲る形で抗争から身を退いた。その後は本当に若い衆として木村組の組員となっていたようだが、花菱会の力で一連の騒動を山王会と木村組の手打ちで収めるための策略によって木村組を破門される。ようやく堅気となって韓国へ渡ったものと思われたが、張会長の助力で引退後の加藤を自らの手で刺殺し復讐を果たした。ところがその加藤殺しが原因でまたも片岡が暗躍し、程なくして木村が暗殺されることとなる。彼の葬儀の場で、木村を殺したのは花菱会だと暗に示した片岡に拳銃を手渡され花菱会の要人たちを殺すように仕向けられる。しかし、すべての元凶が片岡であることを見抜いており、彼を射殺して本作は終幕となる。

### 木村一派
木村（きむら）
演 - 中野英雄
元村瀬組若頭。
男気に溢れる武闘派の中年男。前作で大友と抗争を行い刑務所送りとなった男。大友に切りつけられた大きな傷が顔に残る。獄中で大友を刺殺したとされたが、大友は一命を取り留めた上に木村を庇って犯人を明かさなかったために、そのまま刑期を終え、物語開始時点では出所していた。前作とは打って変わって義侠心に厚く、当時の大友の立場も理解して和解した後は、兄貴として慕うようになる。また出所後は堅気になることを決め、バッティングセンターを経営し、かつての兄弟分（村瀬組組員）の遺児である嶋と小野を子分兼店員として面倒を見ていた。
大友を抗争に引き込みたい片岡の策謀で、本当に復讐すべきだった相手は加藤だと教えられ、大友とも正式に和解して兄弟盃を交わす。一方で嶋・小野が独断専行で船木の事務所に乗り込んで返り討ちに遭い殺害されるなどの悲劇にも見舞われる。花菱会とは中田との旧交で交渉に挑むものの花菱会側の思惑で破綻しかけたところを、自らの指を食いちぎることで場を収め、協力の約束を得る。最終的に加藤を引退に追い込んで復讐を完遂すると、正式に木村組として出発することを決める。しかし、最後まで花菱会や片岡の思惑に翻弄されることとなり、最期は片岡が仕向けた加藤の元部下達に暗殺される。
嶋（しま）と小野（おの）
演 - 桐谷健太、新井浩文
木村の子分。バッティングセンターの店員。
村瀬組組員の遺児である2人組の青年。カタギとなった木村の下で働く。
劇中前半に登場し、木村より大友の護衛を命じられる。迷惑をかけたくない大友からは何度も帰るように促されるが木村の命令に従い周辺で待機する。しかし役務を甘く見ていたことが災いして大友が石原の刺客に襲われる事態が起きると責任を感じて山王会への殴り込みをかける。しかし、舟木に拘束されて凄惨なリンチを受けて殺害される。2人の死は、あくまで堅気になろうと考えていた大友と木村に山王会への報復を決心させる。木村も2人に対して厳しく接しつつも可愛がっていたようで、木村組の事務所には、2人が笑顔で写った写真とその横に大友と交わした兄弟盃、そして恐らく彼らが好きだった煙草が供えられていた。

### 山王会
関東一円を取り仕切る巨大暴力団。 
加藤 稔（かとう みのる）
演 - 三浦友和
山王会二代目会長。
前作で先代会長の関内を謀殺し、山王会の跡目を継ぐ。石原を右腕として重用し、現代的なビジネスに主眼をおいた実力主義の体制に作り変え、政界にも影響を及ぼすなど、警察に危険視されるほど勢力を拡大させる。一方で、現代的なビジネスに不得手で新体制に慣れない古参幹部を冷遇して怒鳴り散らし、さらに吝嗇家で身内の会合にも金を使わないことから、一部の自身が見込んだ者以外からの人望は非常に低い。
前半は密かに築いていた花菱会との協力関係から片岡の計画を見破り富田を見せしめに粛清する。ところが、大友が動き出し、船木が関内殺しを告白したことでケチが付きはじめ、布施の揺さぶりもあって石原も疑い出すほどに追い詰められていく。元来の人望の無さで大半の幹部に見捨てられた上、残った部下も次々と殺されてしまい、最後は引退に追い込まれる。
その後、朝からパチンコ店に通うという淪落した生活を送っていたところを大友に殺害される。
石原 秀人（いしはら ひでと）
演 - 加瀬亮
山王会若頭。元大友組の金庫番。
前作で大友組を裏切り、最終的に山王会の金庫番にまで出世した若きインテリヤクザ。その後、加藤体制で頭角を現して、彼の側近として若頭にまで出世した。ビジネス能力は非常に高いものの、器量は狭く、直接の部下だけでなく山王会の古参の幹部すらも見下して怒鳴り散らすため、加藤以上に人望は薄い。普段は強気であるが、前のボスである大友を異常に恐れており、その生存を知ると復讐に来ると思い込み、取り乱す。
片岡の陰謀によって大友が復讐のために自分の命を狙っていると思い込み（実際にはこの時点では大友は復讐を考えていなかった）、ヒットマンを送って大友の殺害を狙うも失敗する。その後、大友が本格的に動き出して舟木や岡本らが始末されると、次は自分だと精神が不安定になっていく。あくまで木村は大友を恨んでいると勘違いし、木村と協力関係を築いて大友を殺そうと企むが、逆に木村に生け捕りにされる。その後、対面した大友に失禁しながら命乞いを行なうが、最期はピッチングマシンの前に椅子に縛り付けられた状態で放置され、剛速球を顔面に当て続けられて死亡する。
舟木 昌志（ふなき まさし）
演 - 田中哲司
山王会幹部。元関内のボディーガード。
石原に次ぐ山王会の事実上のナンバー3。寡黙な武闘派で実働を担うことが多く、加藤の側近として裏切り者や敵対する者の粛清などを行なう。元々は関内のボディーガードで、加藤の関内殺しを目撃したため、その口止めとして大出世を遂げる。加藤と石原に忠誠を誓う数少ない存在。
物語前半では、富田の粛清のほか、討ち入りに来た嶋・小野を返り討ちにして無残に殺害するなど、武闘派として活躍する。しかし、護衛対象であった関内を殺されたにもかかわらず大出世した怪しさから、加藤の弱みを知っていると狙いをつけられ、花菱会の助力を得た大友らに拉致される。当初は拷問を受けても平然として尚且つ報復を仄めかす発言をするなど強気の姿勢を崩さなかったが、部下が黒いビニール袋を被せられドリルで頭を穿たれる様を見せつけられると、一転して命乞いをはじめ、加藤の関内殺しを証言する。その後の生死は不明だが、山王会では殺害されたものとみなされている。
富田（とみた）
演 - 中尾彬
山王会幹部。
加藤体制に不満を持つ古参幹部の一人。花菱会若頭の西野と兄弟分であることから片岡に目をつけられ、加藤への叛心を焚き付けられる。花菱会の助力を得た上で、同じく山王会の古参幹部で加藤に不満を持つ兄弟分の白山・五味と共に加藤の追い落としを狙うも、富田の能力に疑問を持った花菱会に裏切られた上、白山・五味からも見放される。最期は、加藤に土下座して命乞いをするも、船木に射殺される。
白山 広（しろやま ひろし）
演 - 名高達男
山王会幹部。後に三代目山王会会長。
体制に不満を持つ古参幹部の一人。富田・五味とは兄弟分。石原が計画を立てた物語冒頭の山本殺しで、自分の組の若い衆を警察に出頭させるように命令されるなど、現行体制に強い不満を持つ。富田の裏切り計画に乗るそぶりを見せつつも、片岡の甘言は跳ね除け、一歩引いた立ち位置を堅持し、計画が加藤に露見すると、あっさりと富田を見捨てる。
中盤で、石原の八つ当たりに近い人事処分を下されるにあたって、ついに加藤を見限り、花菱会の西野の助力を得る。その後、幹部らを糾合して加藤を引退に追い込むと三代目会長の座につく。終盤、木村組が山王会のシマに進出してきたと報告を受けるも、これを花菱会の罠と感じ取り、静観の構えを取る。
五味 英二郎（ごみ えいじろう）
演 - 光石研
山王会幹部。後に山王会若頭。
加藤体制に不満を持つ古参幹部の一人。富田・白山とは兄弟分。姑息な小心者で自らに責任と危険が及ばないように立ち回り、白山が口火を切ってから発言する。強い不満を覚えつつも加藤が健在時には低頭に接し、加藤が引退に追い込まれると痛罵する。加藤が引退した新体制では若頭となる。
岡本（おかもと）
演 - 菅田俊
山王会幹部。
加藤体制に平身低頭に従う古参幹部。そこそこのビジネス能力に対する心得があるため、古参の中でも特に重宝されているが、はるかに年下の石原から手駒のように扱き使われ時には侮辱されようとも唯々諾々と従うため富田ら他の古参幹部からは軽蔑されている。劇中中盤では石原の命令で大友の命を狙うが失敗し、最期は城が率いる花菱会のヒットマン集団によって手下共々殺害される。

### 花菱会
関西を本拠とする巨大暴力団。
布施（ふせ）
演 - 神山繁
花菱会会長。
明朗快活な雰囲気を伴いつつ策謀を巡らす知略家。先代の山王会会長・関内とは兄弟分で、それゆえに現在の加藤体制を良くは思っていない。序盤、加藤の退陣を望む富田の相談に快く応じるが、本心では彼の旗色が悪いと見抜いており、撹乱の材料として何の感傷もなく見捨てる（加藤に密告し、彼の信用を得る）。次に大友・木村の訪問を受けると、西野や中田とのやり取りを通して、2人には利用価値があると判断し、助力を決める（ただし、本来の目的であった盃は与えなかった）。加えて船木の証言を使って加藤に揺さぶりをかけ、加藤と石原の不仲を決定的なものとする。
最終的には白山に多大な恩を売ることで、実質的に山王会に大きな影響力を持つにいたり、花菱会の影響力拡大に成功する。
西野 一雄（にしの かずお）
演 - 西田敏行
花菱会若頭。
会長と同様の策謀家。富田と兄弟盃を交わしており、山王会の内情に詳しい。飄然と構えながらも会長に畏敬の念を持たない人間には一切容赦しない。加藤による関内殺しの噂を聞きつけ、それを利用して山王会を弱体化させるべく中田と共に暗躍する。花菱会による山王会への介入以降は実働部分を担い、白山を新会長に据え、後見人として影響力を確保する。
中田 勝久（なかた かつひさ）
演 - 塩見三省
花菱会若頭補佐。
木村と面識を持つ武闘派。加藤の関内殺しに関する噂を探るため、山王会を恨む木村を利用する策を思い立つ。当初は木村に対して気にかける様な様子を見せていたが、木村が大友と共に盃を貰いに来た途端に態度を翻して恫喝し、交渉を有利に進めようとする。建前上は筋を通すことにこだわるように見せる一方で冷酷さとしたたかさを持ち、表向きは善意で誘ったはずの木村に最後まで慈悲をかけなかった。
城（じょう）
演 - 高橋克典
花菱会組員。ヒットマン。
一言も発さない寡黙な壮年男性。花菱会の構成員から選ばれたヒットマン集団を率いて山王会の構成員たちを次々と葬る。
演じた高橋克典はアウトレイジにどうしても出たいとたけしに頼み込み、「セリフがないけどいい？」という条件でも快諾したという逸話がある。

### 警視庁組織犯罪対策部（マル暴）
片岡（かたおか）
演 - 小日向文世
組織犯罪対策部（マル暴）の刑事。大友の長年の友人。本作の元凶。
ヤクザを食い物にする悪徳刑事。前作で出世して前線からは離れていたが、政界にも影響力を及ぼし始めた山王会を危惧した警察上層部の判断で引き戻される。当初は山王会と花菱会を抗争させ共倒れを狙う策謀を立てるも、白羽の矢を立てた富田が失敗するにあたって自身が危うくなり、そこで今度は大友を利用する策を立てる。以降、乗り気ではない大友を復讐に奔らせるために背後で動いて、本作の一連の騒動を引き起こさせる。
最終的に山王会を弱体化させることには成功するも、代わりに花菱会を強大化させたと警察上層部から批判される中、再び大友を利用する策を立てる。木村を謀殺すると、花菱会が殺したということにし、最後に木村の葬儀に弔問に訪れた花菱会の幹部らを殺させようと、大友に拳銃を渡す。しかし、既に一連の騒動の黒幕が片岡であることに気づいていた大友に射殺される。
繁田（しげた）
演 - 松重豊
片岡の部下。
実直な刑事で、ヤクザに対して強い反感を持っている。片岡の部下として行動を共にするが、ヤクザと普通につるむ彼の汚職警官としての一面を知っており、悪辣な計画に不満を隠さない。最終的に木村の死の真相に気づいて片岡を非難し、袂を分かつ。
山本（やまもと）
演 - 貴山侑哉
組織犯罪対策部の刑事。片岡の元部下。
前作の最後に出世する片岡の後任として山王会担当となった刑事。片岡同様にヤクザに便宜を図って見返りをもらう悪徳刑事だったが、山王会に対する要求がエスカレートしたため、石原の命令で殺害される。物語は車ごと海に沈められた彼の遺体が引き上げられるところから始まる。

### 張グループ
張 大成（チャン・テソン）
演 - 金田時男
日本と韓国を股にかける大物フィクサー。
戦後の上野の闇市を10代の若さで取り仕切って成り上がった過去を持つ伝説の男で、上野出身の縁で古くから大友と親しい。刑務所から出所した大友を匿い、身辺の世話をする。日本語と韓国語に堪能。穏やかな性格で、行き場のない大友に自身のグループに入る事を勧めたり、大阪へ向かう大友と木村に対して利用されないよう気にかけるなど、今作で唯一、最後まで大友と木村の味方であった人物。
演じている金田は俳優ではなく実業家で、監督のたけしとは友人同士である。
李（リー）
演 - 白竜
張の腹心。刑務所から出所した大友を出迎える。後半の大友による加藤殺しでも、これを支援する。

## キャスト
- 大友（元大友組組長） - ビートたけし
- 西野一雄（花菱会若頭） - 西田敏行
- 片岡（悪徳マル暴刑事） - 小日向文世
- 石原秀人（山王会若頭） - 加瀬亮
- 嶋（木村一派） - 桐谷健太
- 小野（木村一派） - 新井浩文
- 繁田（刑事） - 松重豊
- 木村（木村一派） - 中野英雄
- 白山広（山王会幹部） - 名高達男
- 五味英二郎（山王会幹部） - 光石研
- 舟木昌志（山王会幹部） - 田中哲司
- 岡本（山王会幹部）　菅田俊
- 城（花菱会組員） - 高橋克典
- 李（韓国組織幹部） - 白竜
- 花菱会組員 - 國本鍾建
- 花菱会組員 - 井坂俊哉
- 花菱会組員 - 本田大輔
- 花菱会組員 - 阿部亮平
- 山王会組員 - 斎藤歩
- 山王会組員 - 四方堂亘
- 国土交通省役人 - 西沢仁太
- 山王会組員 - 山中アラタ
- 白山の若衆 - 佐々木一平
- 山王会組員 - 山中崇
- 平井真軌
- 永倉大輔
- 山本（マル暴刑事） - 貴山侑哉
- 西野の若衆 - 中野剛
- 山王会組員 - 曽根悠多
- 役人の秘書 - 徳光正行
- 山王会組員 - 三溝浩二
- 舟木付き運転手 - 中村祐樹
- 江見啓志
- 山王会幹部 -池ノ内孝
- 木村組組員 - 黒石高大
- 山王会組員 - 岡田正典
- 石井浩
- 山本修
- 武井秀哲
- 木村組組員 - 阪田マサノブ
- 西條義将
- 石賀浩之
- 児玉貴志
- 安部賢一
- 塚原大助
- 中村浩二
- 佐々木卓馬
- 山王会組員 - 光宣
- 山王会組員 - 龍坐
- 山王会組員 - 中村英児
- 原圭介
- 伊東篤志
- 光山文章
- 西沢智治
- 五刀剛
- ヘイデル龍生
- 七枝実
- 浜田大介
- 福津けんぞう
- 赤池高行
- 三洲悠暉
- 舟木のボディーガード - 八田浩司
- 江藤大我
- 保科光志
- 張グループ若衆 - クラ
- バッティングセンターの客 - 酒井貴浩
- バッティングセンターの客 - 堺沢隆史
- バッティングセンターの客 - 三浦英
- 山王会組員の女 - 高久ちぐさ
- ホステス - 筒井奏
- 岩下やね
- 娼婦 - 月船さらら
- 張グループ若衆 - 石塚康介
- 金守珍
- 張大成（韓国フィクサー） - 金田時男[2]
- 関内（前山王会会長） - 北村総一朗（写真）
- 刑事（組織犯罪対策部長） - 中原丈雄
- 刑事（公安部長） - 深水三章
- 刑事（課長） - 中村育二
- 富田（山王会幹部） - 中尾彬
- 中田勝久（花菱会幹部） - 塩見三省
- 布施（花菱会会長） - 神山繁
- 加藤稔（山王会会長） - 三浦友和

## スタッフ
- 監督・脚本・編集 - 北野武
- 音楽 - 鈴木慶一
- 撮影 - 柳島克己
- 照明 - 高屋齋
- 美術 - 磯田典宏
- 録音 - 久連石由文
- キャスティング - 吉川威史
- 助監督 - 稲葉博文
- 製作担当 - 里吉優也
- 衣装 - 黒澤和子
- 大友衣装 - 山本耀司
- 装飾 - 柴田博英
- メイク - 宮内三千代
- 編集 - 太田義則
- 記録 - 吉田久美子
- 音響効果 - 柴崎憲治
- プロデューサー - 森昌行、吉田多喜男
- ライン・プロデューサー - 小宮慎二、加倉井誠人
- アソシエイト・プロデューサー - 川城和実、松本篤信、大西良二、久松猛朗
- 配給 - ワーナー・ブラザース映画、オフィス北野
- 製作 - 「アウトレイジ ビヨンド」製作委員会（バンダイビジュアル、テレビ東京、オムニバス・ジャパン、ワーナー・ブラザース映画、オフィス北野）

## 公開
丸の内TOEI2、渋谷TOEI2、新宿バルト9、新宿ピカデリー他、全国225スクリーンで公開され、2012年10月6、7、8日の初日3日間で3億9,528万7,800円、動員29万4,485人になり映画観客動員ランキング（興行通信社調べ）で初登場第1位となった。これは北野映画史上初となる。

## 受賞とノミネート

### 日本国内
- 第22回東京スポーツ映画大賞
  - 作品賞
  - 監督賞 - 北野武
  - 男優賞（ビートたけし以外のメインキャスト12人全員[4]）[5][6]
- 第67回毎日映画コンクール 男優助演賞 - 加瀬亮[7][8]
- 第22回日本映画批評家大賞 監督賞 - 北野武[9][10]
- 第42回報知映画賞特別賞（2017年11月28日、「アウトレイジ」３部作として受賞）[11]

### 海外
- 第8回アジア・フィルム・アワード（亞洲電影大獎、香港） 監督賞 - 北野武、作品賞（ノミネート）
- 第69回ヴェネツィア国際映画祭 金獅子賞（ノミネート)

## その他
- オールスター感謝祭'12秋 '13春ではビートたけしの乱入ピリオドで「アウトレイジ ビヨンド」に関する問題を自ら出題した。
- 本作と連動して『悪人からまなぶ劇場マナー養成講座』の特別映像が制作され、109シネマズで公開された。「銃を持ち込まないでください」「人を縛り付けないでください」と本作と連動した劇場マナーも登場した[12]。
- 2012年12月31日に放送された『ダウンタウンのガキの使いやあらへんで!!』大晦日SP『絶対に笑ってはいけない熱血教師24時』の罰ゲーム用DVDとして、本作のブルーレイ・DVD発売告知映像が流れた。映像ではガキの使いのレギュラーメンバーもキャストに加わり、終盤で西田が「オイコラ田中! わりゃタイキックじゃボケ!」とセリフを発し、ココリコの田中直樹がタイキックを受けることになった。なお、このシーンはDVDでは未収録となっている。
- 本作のシーンを抽出した映像に松村邦洋が小日向、西田、中尾、たけしの声真似をアテレコしたBlu-ray/DVD版のCMが発売前にオンエアされた[13]。
- 監督のたけしは『笑っていいとも!』への出演[14]のほか、自身のレギュラー番組を含め各番組で積極的な宣伝活動を行った。

## Blu-ray / DVD
2013年4月12日発売。発売・販売元はバンダイビジュアル。
- アウトレイジ ビヨンド 通常版（1枚組）
  - 映像特典
    - 特報
    - 劇場予告編
    - TVスポット
- アウトレイジ ビヨンド スペシャルエディション（2枚組、初回限定生産）
  - ディスク1：本編ディスク（通常版と同様）
  - ディスク2：特典DVD
    - メイキング「OUTRAGE“FURTHER”BEYOND」
    - 全員悪人インタビュー 〜山王会篇、花菱会篇、マル暴篇、木村一派篇〜
    - ベネチア国際映画祭リポート
    - イベント&舞台挨拶集
    - 悪人からまなぶ劇場マナー養成講座

  - 封入特典
    - 解説書「北野組読本」（24P）

  - 特製アウターケース付きデジパック仕様